# Вілмот (Нью-Гемпшир)
Вілмот (англ. Wilmot) — місто (англ. town) в США, в окрузі Меррімак штату Нью-Гемпшир. Населення — 1407 осіб (2020).

## Демографія
Згідно з переписом 2010 року, у місті мешкало 1358 осіб у 564 домогосподарствах у складі 389 родин. Було 659 помешкань
Расовий склад населення:
| - 98,1 % — білих - 0,4 % — азіатів - 0,1 % — корінних американців - 0,1 % — чорних або афроамериканців |

До двох чи більше рас належало 1,1 %. Частка іспаномовних становила 0,7 % від усіх жителів.
За віковим діапазоном населення розподілялося таким чином: 20,6 % — особи молодші 18 років, 62,9 % — особи у віці 18—64 років, 16,5 % — особи у віці 65 років та старші. Медіана віку мешканця становила 46,6 року. На 100 осіб жіночої статі у місті припадало 97,4 чоловіків;  на 100 жінок у віці від 18 років та старших — 96,7 чоловіків також старших 18 років.
Середній дохід на одне домашнє господарство  становив 89 575 доларів США (медіана — 65 066), а середній дохід на одну сім'ю — 110 302 долари (медіана — 90 000). Медіана доходів становила 60 060 доларів для чоловіків та 53 625 доларів для жінок. За межею бідності перебувало 7,4 % осіб, у тому числі 3,1 % дітей у віці до 18 років та 8,4 % осіб у віці 65 років та старших.
Цивільне працевлаштоване населення становило 787 осіб. Основні галузі зайнятості: освіта, охорона здоров'я та соціальна допомога — 34,7 %, роздрібна торгівля — 12,3 %, будівництво — 11,8 %.